# Hudson Bay (Saskatchewan)
Hudson Bay es un pueblo canadiense situado en la provincia de Saskatchewan.

## Superficie
Hudson Bay tiene una superficie de 17,38 km².

## Demografía
En 2021, tenía 1403 habitantes, una densidad poblacional de 80,7 hab./km², y 782 viviendas.